# なつしお (潜水艦・2代)
なつしお（ローマ字：JS Natsushio, SS-584）は、海上自衛隊の潜水艦。はるしお型潜水艦の2番艦。艦名は夏の潮から由来し、この名を受け継いだ日本の艦艇としては、旧海軍の陽炎型駆逐艦「夏潮」、なつしお型潜水艦「なつしお」（SS-523）に続き3代目にあたる。

## 艦歴
「なつしお」は、中期防衛力整備計画に基づく昭和62年度計画2400トン型潜水艦8099号艦として、川崎重工業神戸工場で1988年4月8日に起工され、1990年3月20日に進水、同年8月31日に公試開始、1991年3月20日に就役し、第1潜水隊群第5潜水隊に編入され呉に配備された。
1996年、環太平洋合同演習(RIMPAC) に参加。
1997年8月3日、若狭湾北方訓練海域で旧護衛艦「ながつき」を撃沈処分した。
2000年5月8日、環太平洋合同演習（RIMPAC2000）に参加するため呉を出港。5月26日から7月10日にかけて真珠湾に寄港し護衛艦「こんごう」等とともに5月30日から7月6日にかけてハワイ近海で演習に参加した。なお、2002年にもリムパックに参加している。
2002年5月11日から8月16日、平成14年度派米訓練に参加。
2010年3月26日、除籍された。最終所属は就役時から一貫して第1潜水隊群第5潜水隊（呉）であった。総航程43万km、派米訓練に3回、海自演習に10回、潜水艦戦技などに8回参加した。

### 歴代艦長
| 代 | 氏名       | 在任期間               | 出身校・期        | 前職                         | 後職                         | 備考    |
| -- | ---------- | ---------------------- | ----------------- | ---------------------------- | ---------------------------- | ------- |
| 01 | 村田俶現   | 1991.3.20 - 1992.8.2   |                   | なつしお艤装員長             | 潜水艦隊司令部幕僚           |         |
| 02 | 山本 豊    | 1992.8.3 - 1992.8.24   |                   | 潜水艦隊司令部付             | 呉基地業務隊補充部付         |         |
| 03 | 五百井利幸 | 1992.8.25 - 1993.8.9   |                   | 潜水艦教育訓練隊             | 潜水艦教育訓練隊             |         |
| 04 | 松本克吉   | 1993.8.10 - 1995.12.19 |                   | 潜水艦教育訓練隊             | 潜水艦教育訓練隊教育科長     |         |
| 05 | 鍜治雅和   | 1995.12.20 - 1997.3.24 | 防大24期          | 潜水艦隊司令部付             | 海上幕僚監部人事教育部人事課 |         |
| 06 | 森本隆夫   | 1997.3.25 - 1998.8.2   |                   | 横須賀潜水艦教育訓練分遣隊付 | もちしお艦長                 |         |
| 07 | 中尾典正   | 1998.8.3 - 1999.8.1    | 防大26期          | 潜水艦教育訓練隊             | 東京業務隊付                 |         |
| 08 | 中西正人   | 1999.8.2 - 2001.6.10   | 防大27期          | 潜水艦教育訓練隊             | 海上幕僚監部人事教育部補任課 |         |
| 09 | 髙島辰彦   | 2001.6.11 - 2002.8.25  | 京都大・ 35期幹候 | 潜水艦隊司令部               | 海上幕僚監部防衛部運用課     |         |
| 10 | 池田輝幸   | 2002.8.26 - 2004.8.1   | 37期幹候          | 潜水艦隊司令部               | 海上幕僚監部防衛部防衛課     |         |
| 11 | 日高 隆    | 2004.8.2 - 2005.7.31   | 防大31期          | 潜水艦隊司令部               | いそしお艦長                 |         |
| 12 | 刀根英克   | 2005.8.1 - 2006.7.31   | 防大27期          | 潜水艦教育訓練隊             | 開発隊群司令部幕僚           | 3等海佐 |
| 13 | 高瀬英行   | 2006.8.1 - 2007.7.31   | 防大28期          | 潜水艦隊司令部               | 自衛艦隊司令部幕僚           | 3等海佐 |
| 14 | 東誠一郎   | 2007.8.1 - 2008.7.31   | 防大32期          | 潜水艦隊司令部幕僚           | 海上自衛隊情報保全隊調査科長 |         |
| 15 | 笹尾謙一   | 2008.8.1 - 2010.3.26   | 39期幹候          | 潜水艦教育訓練隊             | あさしお艦長                 |         |